# Маяк Нью-Лондон-Харбор
Маяк Нью-Лондон-Харбор (англ. New London Harbor Light) — маяк, расположенный в устье реки Темс на западном берегу, на входе в гавань города Нью-Лондон, округ Нью-Лондон, штат Коннектикут, США. Построен в 1803 году. Автоматизирован в 1975 году. Является одновременно самым старым и самым высоким маяком штата Коннектикут.

## История
Нью-Лондон был одним из первых британских поселений в Новой Англии. Строительство маяка было утверждено еще парламентом колонии Коннектикут, которое финансировалась посредством продажи лотерейных билетов. В 1760 году строительство было завершено, маяк представлял собой каменную башню высотой 19,5 метров и деревянный дом смотрителя. Для освещения использовались масляные лампы. Однако моряки жаловались, что свет маяка слишком тусклый, к тому же, в 1799 году в башне обнаружилась трёхметровая трещина. 7 мая 1800 года Конгресс США выделил 15 700$ на строительство нового маяка. Строительство было поручено архитектору Абише Вудворду, который также построил маяк Линд-Пойнт и маяк острова Фолкнер в 1802 году, маяк Файв-Майл-Пойнт в 1805 году и маяк Блек-Рок-Харбор в 1808 году. В 1801 году маяк был построен. Он представлял собой восьмиугольную башню из каменных блоков высотой 27 метров. В 1818 вместо старого деревянного дома смотрителя был построен новый. В 1857 году на маяк была установлена линза Френеля и противотуманный сигнал. В 1863 году вместо деревянного был построен кирпичный двухэтажный дом смотрителя. В 1900 году он был расширен. Маяк был автоматизирован Береговой охраной США в 1912 году.
В 1990 году он был включен в Национальный реестр исторических мест.

## Фотографии
- Фотография 1972 года
- Открытка 1901 года